# Melampsora paradoxa
Melampsora paradoxa är en svampart som beskrevs av Dietel & Holw. 1901. Melampsora paradoxa ingår i släktet Melampsora och familjen Melampsoraceae.   Inga underarter finns listade i Catalogue of Life.